# Diego Aguirre
Diego Vicente Aguirre Camblor (Montevideo, 13 settembre 1965) è un allenatore di calcio ed ex calciatore uruguaiano, di ruolo attaccante, tecnico del Peñarol.

## Carriera

### Giocatore
Dopo gli esordi nei club del suo Paese, viene ingaggiato dal Peñarol – squadra in cui milita anche José Perdomo. Con tale squadra, oltre a vincere il campionato, si aggiudica nel 1987 la Coppa Libertadores, edizione nella quale addirittura segna il gol decisivo per la vittoria: nella finale di spareggio (terzo incontro) contro l'América de Calì al 15º minuto del secondo tempo supplementare. La visibilità ottenuta lo porta alla Fiorentina di Eriksson; per la squadra viola, però, non disputa alcuna partita di campionato, prendendo solo parte alla Coppa Italia. L'esordio avviene il 24 agosto 1988, allorché l'attaccante gioca titolare - sul campo di Pistoia - contro l'Avellino (vittoria per 1-0).
Subentra nel derby col Pisa (perso per 4-2) e nell'incontro del successivo 31 agosto con l'allora Virescit Boccaleone di Bergamo, giocato sempre a Pistoia; in quest'ultima occasione Diego segna il suo unico gol in Italia. L'ultima apparizione è contro l'Ancona, prima della sua definitiva messa in angolo a favore di Stefano Borgonovo e Roberto Pruzzo, giudicati più affidabili dal tecnico svedese.
Successivamente milita in altri club in Spagna, Grecia, Brasile, Uruguay e Argentina. Concluderà la sua carriera giocando in El Salvador e Cile.

### Allenatore
Nel 2000, all'atto del ritiro, inizia a tempo pieno la propria attività di allenatore, ruolo che tuttora detiene. Allena squadre di club uruguayane come l'Alianza San Agustin, Plaza Colonia, Penarol (quest'ultimo nei periodi 2003-2004 e 2010-2011) e Montevideo Wanderers, ecuadoregne (Aucas) e peruviane (Alianza Lima). Dal 2009 al 2010 allena e prepara la Nazionale Under-20 dell'Uruguay. Nel 2011 viene assunto dall'Al-Rayyan, club del Qatar, mentre nel 2014 allena l'Al-Gharafa.

## Palmarès

### Giocatore

#### Competizioni nazionali
- Campionato uruguaiano: 1

Peñarol: 1995-1996

#### Competizioni internazionali
- Coppa Libertadores: 1

Peñarol: 1987

#### Individuale
- Equipo Ideal de América: 1

1987

### Allenatore
- Campionato uruguaiano: 2

Peñarol: Clausura 2003, 2024